# Hidron
În chimie, hidronul reprezintă denumirea generică utilizată pentru formele cationice ale atomului de hidrogen, reprezentat cu simbolul H+
. În practică, acest termen este evitat, utilizându-se cel  de „proton”, care – în sens strict – se referă la cationii de protiu, cel mai comun izotop al hidrogenului. Termenul „hidron” include toți cationii hidrogenului, indiferent de compoziția izotopică: astfel, termenul se referă în mod generic la protoni (1H+) pentru izotopul protiu, deuteroni (2H+ sau D+) pentru deuteriu și tritoni (3H+ sau T+) pentru tritiu. Spre deosebire de majoritatea altor ioni, hidronul constă doar din nuclee atomice, fără înveliș electronic.
Omologul hidronului încărcat negativ este anionul hidrură, H−
.

## Proprietăți

### Comportamentul în soluție
Compușii hidronului sunt substanțe dizolvate hidrofile (ionice). Chiar dacă prezintă o preferință pentru solvenți cu permitivitate relativă (constantă dielectrică) ridicată, acesta se dizolvă nu numai în compuși polari, dar și în compuși nepolari.
Hidronul (nucleu atomic fără înveliș electronic) este mult prea reactiv pentru a exista ca atare în diverse medii lichide – chiar dacă uneori poate fi evidențiat în unele experimente de laborator. Hidronul liber reacționează instantaneu cu o moleculă de lichid pentru a forma cationi solvatați. Astfel de exemple sunt ionul hidroniu în soluții apoase acide sau H
2F+
, cation instabil al  acidului fluoroantimonic – cel mai puternic superacid. Din acest motiv, în astfel de lichide (incluzând aici acizii lichizi) hidronii difuzează la contactul între complecși cationici prin intermediul mecanismului Grotthuss.

### Aciditatea
Ionul hidron este un acid Lewis puternic, putând primi o pereche de electroni de la o bază Lewis pentru a forma un aduct:
[H]+
 + :L → [HL]+

Forma hidratată a cationului de hidrogen, ionul hidroniu (sau hidroxoniu) H
3O+
(aq), este un factor cheie în definirea acidității Arrhenius. Există și alte forme hidratate, precum cationul Zundel H
5O+
2, care este format dintr-un proton și două molecule de apă. Existența hidronului este crucială în formularea teoriei acido-bazice Brønsted–Lowry, care  extinde conceptul chimic acid–baza dincolo de soluțiile apoase.

## Izotopii hidronului

1. Protonul, având simbolul p sau 1H+, este ionul pozitiv al protiului, 1H.
2. Deuteronul, având simbolul 2H+ sau D+, este ionul pozitiv al deuteriului, 2H sau D.
3. Tritonul, având simbolul 3H+ sau T+, este ionul pozitiv al tritiului, 3H sau T.

## Istoricul terminologiei
Termenul „hydron” este recomandat de către IUPAC pentru a-l înlocui pe cel de „proton”, întrucât nu face distincție între izotopii hidrogenului (proton, deuteron și triton), toți prezenți în amestecul natural al elementului. Denumirea de „proton” se referă la specia 1H+ izotopic pură. Pe de altă parte, utilizarea termenului „hidron” cu sensul de ion de hidrogen nu este recomandată, deoarece există – de asemenea – și anioni ai hidrogenului.
Termenul „hidron” a fost definit de către IUPAC în 1988. În mod tradițional, termenul „proton” a fost și este folosit în loc de „hydron”. Acest din urmă termen ar trebui în general utilizat doar în contextul în care este necesar să se facă distincție între diferiți izotopi ai hidrogenului (precum în cinetica efectelor izotopice sau marcarea izotopica cu hidrogen). Pe de altă parte, utilizarea termenului „proton” în loc de „hidron” este acceptată pentru termeni precum protonare, deprotonare, pompă de protoni sau canal de protoni. Transferul H+
 într-o reacție acido-bazică este – de obicei – denumită transfer de protoni. Acizii și bazele sunt denumite acceptori, respectiv donori de protoni.
Cu toate acestea, deși 99,9844% din nucleele naturale de hidrogen sunt protoni, restul (aproximativ 156 ppb în apa de mare) sunt deuteroni (a se vedea deuteriu). De asemenea, o oarecare proporție de nuclee de tritiu exista în amestecul natural al elementului (a se vedea tritiu).